# ونژچکی
ونژچکی (به لاتین: Łężeczki) یک روستا در لهستان است که در گمینا خژپسکو ویلکیه واقع شده‌است.